# 對立教宗若望二十三世

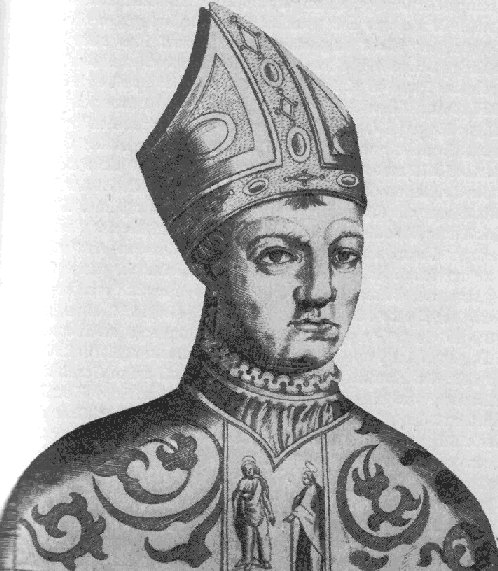
对立教宗若望二十三世

對立教宗若望二十三世（拉丁語：Antipapa Ioannes XXIII，約1370年—1419年12月22日），原名巴尔达萨雷·科萨（義大利語：Baldassarre Cossa），意大利人，是天主教会大分裂时期，由比萨大公会议选出的一位教宗（1410－1415年在位）。

## 简述
科萨出生于那不勒斯王国的普罗奇达或伊斯基亚，曾在波隆那大学学习法律。1392年进入教廷，追随阿维尼翁的对立教宗本篤十三世，1402年成为执事級枢机，1403年成为驻弗利的教廷使节。此时，科萨与当地豪强合作，恐吓打击对手，增强他在该地区的影响力和势力。
1409年，枢机们在意大利比萨开会，决定罢黜两名造成教会分裂的教宗：罗马的額我略十二世和阿维尼翁的本篤十三世，同时任命第三个教宗亞歷山大五世。1410年历山五世逝世，科萨继位，称“若望二十三世”。此时那不勒斯国王拉迪斯劳占据罗马，保护額我略十二世，反对觊觎那不勒斯王位的安茹家族的路易二世。1411年路易二世与若望二十三世的联军开进罗马。拉迪斯劳反攻，迫使路易二世撤军。若望二十三世为换取拉迪斯劳的支持，抛弃了路易二世，于1412年与其议和，还赠与大量金钱和部分土地。但拉迪斯劳在1413年毁约纵兵劫掠罗马并赶走若望二十三世。若望二十三世逃至佛罗伦萨。神圣罗马帝国皇帝西吉斯蒙德当时驻在佛罗伦萨，他建议若望二十三世召开大公会议，以结束教会分裂局面。1414年康斯坦茨大公会议开幕，会上大多数枢机承认比萨大公会议和它所选出的若望二十三世，但不久即发生争执。意大利拥护若望二十三世，而德国、英国和法国则要求若望二十三世、額我略十二世、本篤十三世一起逊位。1415年若望表示，如果其他两位逊位，他即逊位。但不久他化妆逃出康斯坦茨。大公会议宣布逮捕并废黜若望二十三世，接受額我略十二世的逊位请求，谴责本篤十三世，另选教宗瑪定五世。至此天主教会结束了数十年的分裂。
科萨在德国被监禁至1418年重获自由，美第奇家族支付了這筆贖金。他回到佛罗伦萨，之后被瑪定五世任命为執事級樞機及領弗拉斯卡蒂罗马城郊教区主教銜。他在幾個月之後去世，被葬於圣若翰洗者洗礼堂。